# Kurra ibn Sharik al-Absi
Qurra ibn Xarik ibn Màrthad ibn Hàzim al-Absí al-Ghatafaní fou un governador omeia d'Egipte (709-714).
Era originari de Kinnasrin i els seus ancestres eren àrabs del nord establerts a Síria; pertanyia a la tribu d'Abs a la qual també pertanyia la mare del califa al-Walid I ibn Abd-al-Màlik (705–715), anomenada Wal·lada bint al-Abbàs. Es creu que va servir com a governador de Kinnasrin o d'Armènia però aquest període és poc conegut; en tot cas és segur que va exercir algun càrrec de govern important per ser nomenat a Egipte; en aquesta posició fou designat segurament al final del 708, com amir (governador) i amil (administrador de finances) i va substituir al mateix germà del califa, Abd Al·lah ibn Abd-al-Malik que havia tingut greus dificultats econòmiques a causa de les males collites. Va arribar a Fustat entre el 10 i el 20 de gener del 709. Encara que els historiadors àrabs donen pocs detalls, i els historiadors locals egipcis no els augmenten massa, els descobriment al segle passat de diversos papirs amb informació ha permès canviar la idea tradicional d'un governador tirà; una tradició falsa diu que quan va acabar la reconstrucció de la mesquita d'Amr ibn al-As a Fustat, va fer una orgia al lloc amb músics i vi.
Els fets certs són que hi va haver una conspiració kharigita a Alexandria, dirigida per al-Muhadjir ibn Abi l-Muthanna al-Tudjibí que pretenia el seu assassinat i que va fracassar. Efectivament va fer reconstruir la mesquita d'Amr ibn al-As sota orde del califa (tardor del 710) i que va realitzar sota la direcció de Yahya ibn Hanzala al-Amirí, sent engrandida cap al nord-est. Durant els treballs l'oració del divendres es va fer a la mesquita de Kaysariyyat al-Asal; les tasques es van acabar l'estiu (juny-juliol) del 712. Durant el seu govern es va millorar l'economia i especialment l'agricultura; encara es patien les conseqüències de la greu fam del 705/706 i Kurra va dedicar tots els esforços a augmentar la producció posant en cultiu terres abandonades. Els coptes que s'havien convertit a l'islam reclamaven l'exempció de l'impost de la djizya, però Kurra no va transigir; l'emigració de les poblacions rurals cap a les ciutats per evitar el pagament d'impostos, fou aturada i els que s'havien traslladat perseguits, atrapats i retornats. Kurra va castigar els funcionaris locals que cometien abusos i estava ben informat de tot el que passava a províncies per un sistema d'informació o barid. Va imposar impostos especials (liturgia) per la construcció per als "koursos" o "ghazw" de vaixells per lluitar contra els romans d'Orient a la Mediterrània oriental. El 713 va reorganitzar el diwan (govern) de la província i segons al-Kindi fou el tercer a prendre aquesta mesura i va augmentar els àrabs a l'administració. Sota Kurra l'àrab fou la llengua oficial en comptes del grec i el copte.
Va morir en el càrrec de pesta l'octubre/novembre del 714 (una informació situa la seva mort el 6 de desembre del 714). El càrrec d'emir va passar al seu lloctinent Abd al-Malik ibn Rifa al-Fahmi, fins aleshores cap de policia. Les finances foren encomanades a Usama ibn Zayd.